# Джеймс Гекман
Джеймс Джозеф Гекман (англ. James Joseph Heckman; нар. 19 квітня 1944, Чикаго ) — американський економіст, лауреат Нобелівської премії з економіки 2000 року «За розробку теорії і методів для аналізу селективних вибірок».
Навчався в Чиказькому університеті й в Принстоні. Доктор філософії Массачусетського технологічного інституту, професор Чиказького університету. Нагороджений медаллю Дж. Б. Кларка (1983 р.).